# Média système édition
Média Système Édition (MSE) était une maison d'édition de magazines de jeu vidéo fondée par Alain Kahn (finance) et Philippe Martin (conception des lignes éditoriales et management) le 23 novembre 1989 (immatriculation de la société éponyme).
Elle est mise en liquidation judiciaire le 20 janvier 2000.
Elle disparaît, en même temps que Player One, le dernier magazine encore édité à ce moment. Son fondateur crée la même année la maison d'édition de mangas Pika Édition.

## Magazines publiés
- Amstrad PC (1987-1991)
- Amstrad Cent pour cent (1988-1993)
- Player One (1990-2000)
- Nintendo Player (1991-1999)
- PC Player (bimestriel lancé en 1992[2] et disparu en 2000)[3]
- Manga Player (1995-1999)
- Player Station (1998-1999)